# 大埔墟

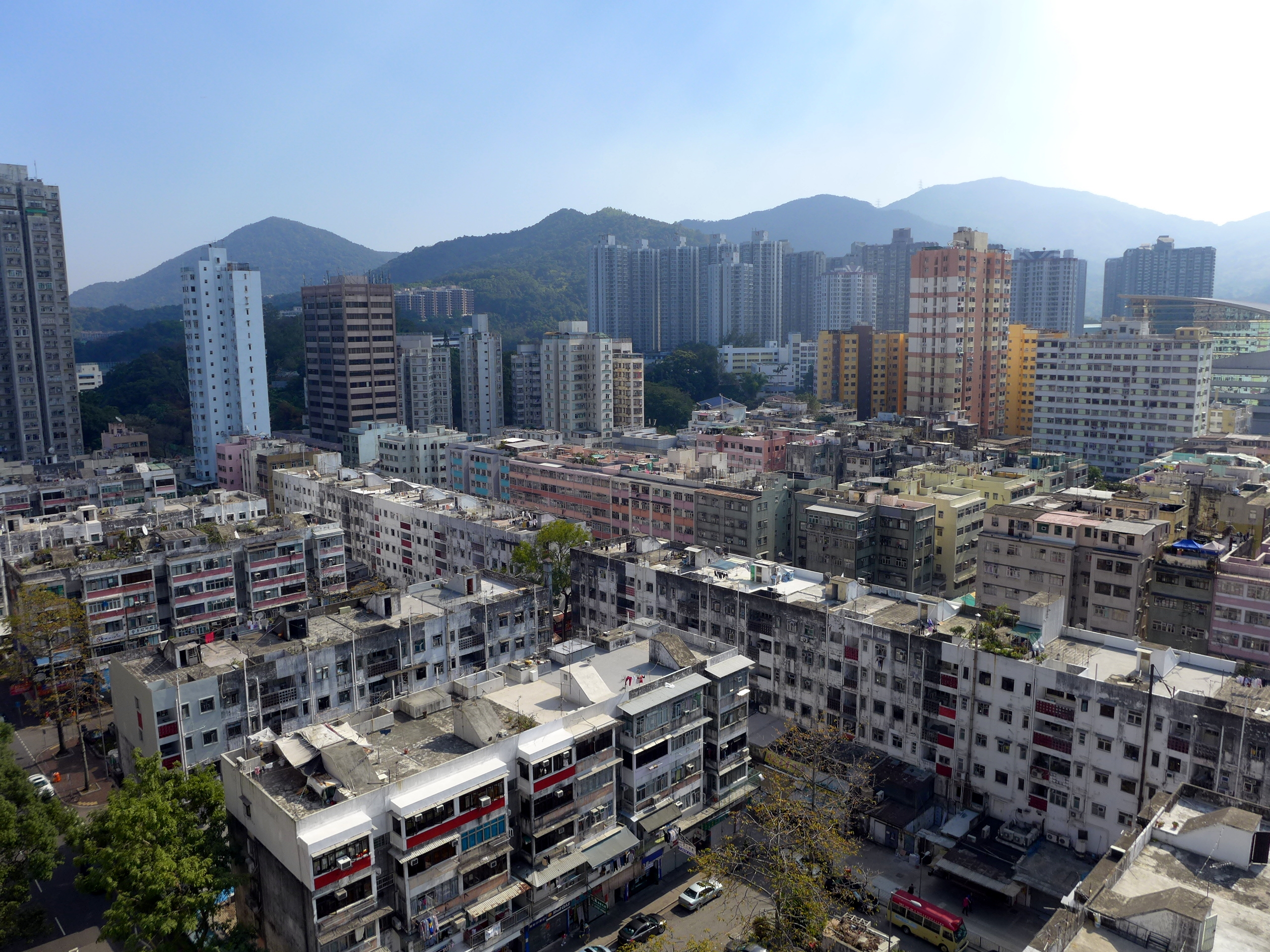
大埔墟

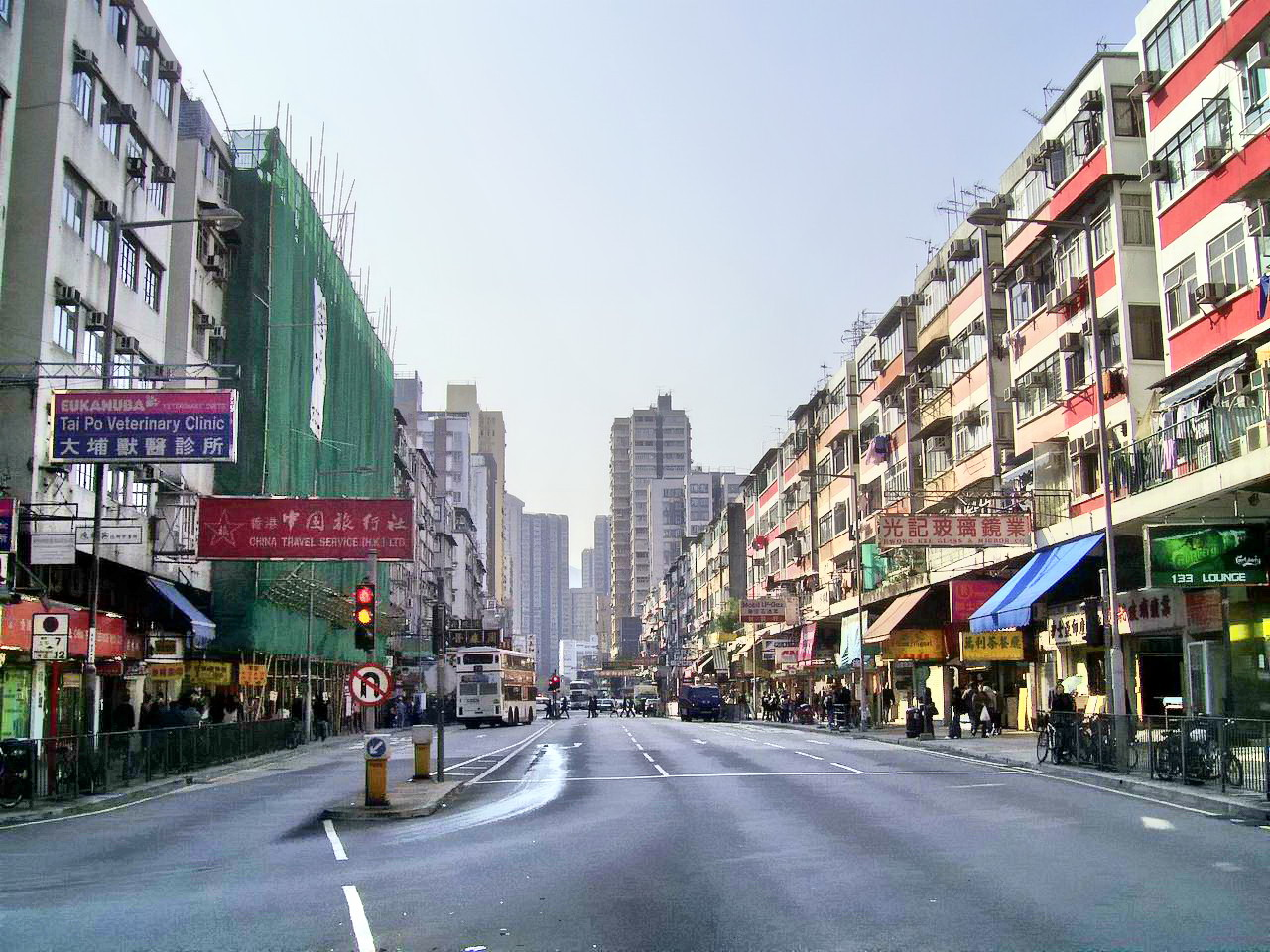
大埔墟広福道

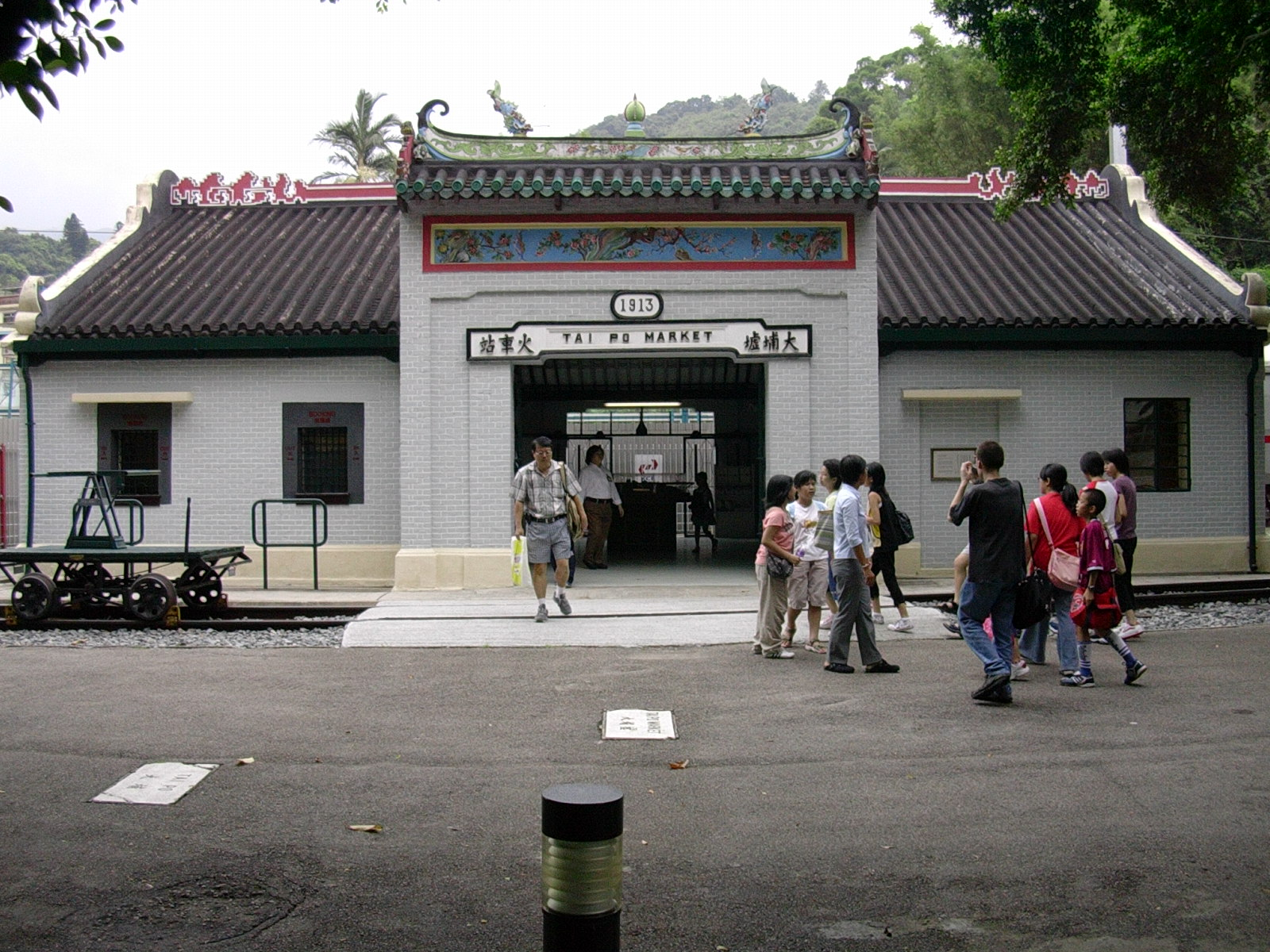
旧大埔墟駅を利用した香港鉄路博物館

大埔墟（タイポーきょ、英語: Tai Po Market、イェール式広東語: Daaih bouh hēui）は、香港新界の大埔区にある歴史的な墟市（定期市から発展した市街地）であり、同区の中心市街地である。歴史上大埔におかれた墟市は2箇所存在し、大埔旧墟（中国語: 大埔舊墟、英語: Tai Po Old Market、イェール式広東語: Daaih bouh gauh hēui）は、現在の林村河の北、汀角路の西、大埔旧墟天后宮付近一帯の地域にあったが完全に住宅地となり、墟市はすでに消滅している。一方、後に新たに大埔墟と呼ばれることになった、文武二帝廟を中心とした太和市（イェール式広東語: Taai wòh síh、林村河南岸、広福道両側）は現在も墟市であり、富善街に市場が残っている。

## 名称の変遷：大埔墟、大埔旧墟、太和市
過去百年の間に、「大埔墟」と「太和」という名称の意味は大きく変化した。「大埔墟」という名称は、もともとは明代に龍躍頭鄧氏が林村河の北岸に設けた墟市を指していた。清末には泰亨文氏を中心とする7つの非鄧姓の村落が連合し（大埔七約）、林村河の南岸、現在の富善街付近に「太和市」という新たな墟市を設け、北岸の「大埔墟」と並び立つ存在となった。太和市は地理的により有利な立地にあったため、次第に村民の間では太和市の方が大埔地区の中心市場と見なされるようになり、「大埔墟」という呼び名が太和市を指すようになった。これにより、従来の北岸にあった鄧氏の大埔墟は「大埔旧墟」と改称されるに至った。
1911年に九広鉄路が開通すると、植民地政府は太和市の近くに駅を建設し、「大埔墟駅」と命名したことで、太和市が「大埔墟」という名称を享受する地位がさらに確立された。20世紀後半になると、大埔旧墟は完全に姿を消し、近代的な住宅地区へと再開発されたため、大埔に残った市場は太和市のみとなり、太和市が正式に「大埔墟」の名称を継承・使用するようになった。
1980年代初頭、政府は林村河の北岸、大埔頭の南に広がる田園地帯に大型の公営住宅団地（中国語: 公共屋邨）を建設し、地域の文化と歴史を保存する目的で「太和市」の名を採り「太和邨」と命名した。同時に、九広鉄道は太和邨を通過する区間に新駅を設け、その団地の名に因んで「太和駅」と命名した。この措置により、大埔の歴史を知らない区外の市民の多くが太和邨を太和市の「元の場所」だと誤解し、太和邨周辺を「太和」と呼ぶ通俗的な地名が定着した。今日の香港で「太和」といえば「太和邨」を指すようになり、もはや林村河南岸にある墟市を「太和市」と呼ぶ者はいない。一方、大埔の新たな埋立地に近代的な商住複合施設が次々と完成すると、林村河南岸の「太和市」であった市場の建物は相対的に古びた印象を与えるようになり、多くの区外市民や1980年代以降に誕生または大埔に転入した住民の中には、林村河南岸の大埔墟（太和市）を「大埔旧墟」と誤認する者も少なくなく、実際には林村河北岸により古い市場が存在していたことを知らない人も多い。林村河北岸に残る「旧墟直街（英語: Kau Hui Chik Street）」という街路名が、ここに大埔旧墟があったことを知らせるよすがとなっている。

## 歴史

大埔区区議会の選挙区分布。大埔墟はP01、旧墟および逸雅はP16とナンバリングされている。

最初の「大埔墟」は、清代に鄧氏の大埔頭分支によって創設された。清康熙版の『新安県志』には、この市街地は「大步頭墟（Tai Po Tau Hui）」と記録されており、また嘉慶版『新安県志』では「大步墟（Tai Po Hui）」と記されている。これらの市場は、林村河の河口北岸に位置していた。しかし、非鄧姓村落が結成した連合体「大埔七約」は、1896年に林村河の南岸に新たに「太和市」を建設し、これにより鄧氏の旧市と対抗した。加えて、両市場を結ぶ広福橋も同年に建設された。それ以前は、清朝政府の規制により、非鄧姓村落は鄧氏主導の大埔墟内に商店を設けることが禁じられていた。大埔墟は、清代初期において香港〔ママ〕 の三大市場の一つとも伝えられている:15。
1898年に新界地域がイギリスに租借されると、これらの市場を含む地域も植民地政府の支配下に入った。1913年には、植民地政府が太和市に隣接する位置に大埔墟駅を建設。また、理民府（District Office）も両市場の近辺に設置された。現代においては、太和市の中心である富善街一帯が「大埔墟」と呼ばれる一方で、元の鄧氏による墟市は「大埔旧墟」と呼ばれている。
さらに混乱を招く事実として、現在「大埔墟」とは、1960年代に建設された4つの里（Kwong Fuk Lane、Tai Wing Lane、Tai Kwong Lane、Tai Ming Lane）や六郷新村を含む選挙区の名称としても使用されている。
1980年代には、大埔墟駅が東に移転。また、2004年には、政府が大埔綜合大楼内に「大埔墟街市及熟食中心（英語: Tai Po Hui Market and Cooked Food Centre）」という屋内市場を開設した。その旧位置は後に「宝郷邨（Po Heung Estate）」という公営住宅に再開発され、いずれも富善街に近く、区議会選挙においても大埔墟選区に属している。

### 大埔旧墟

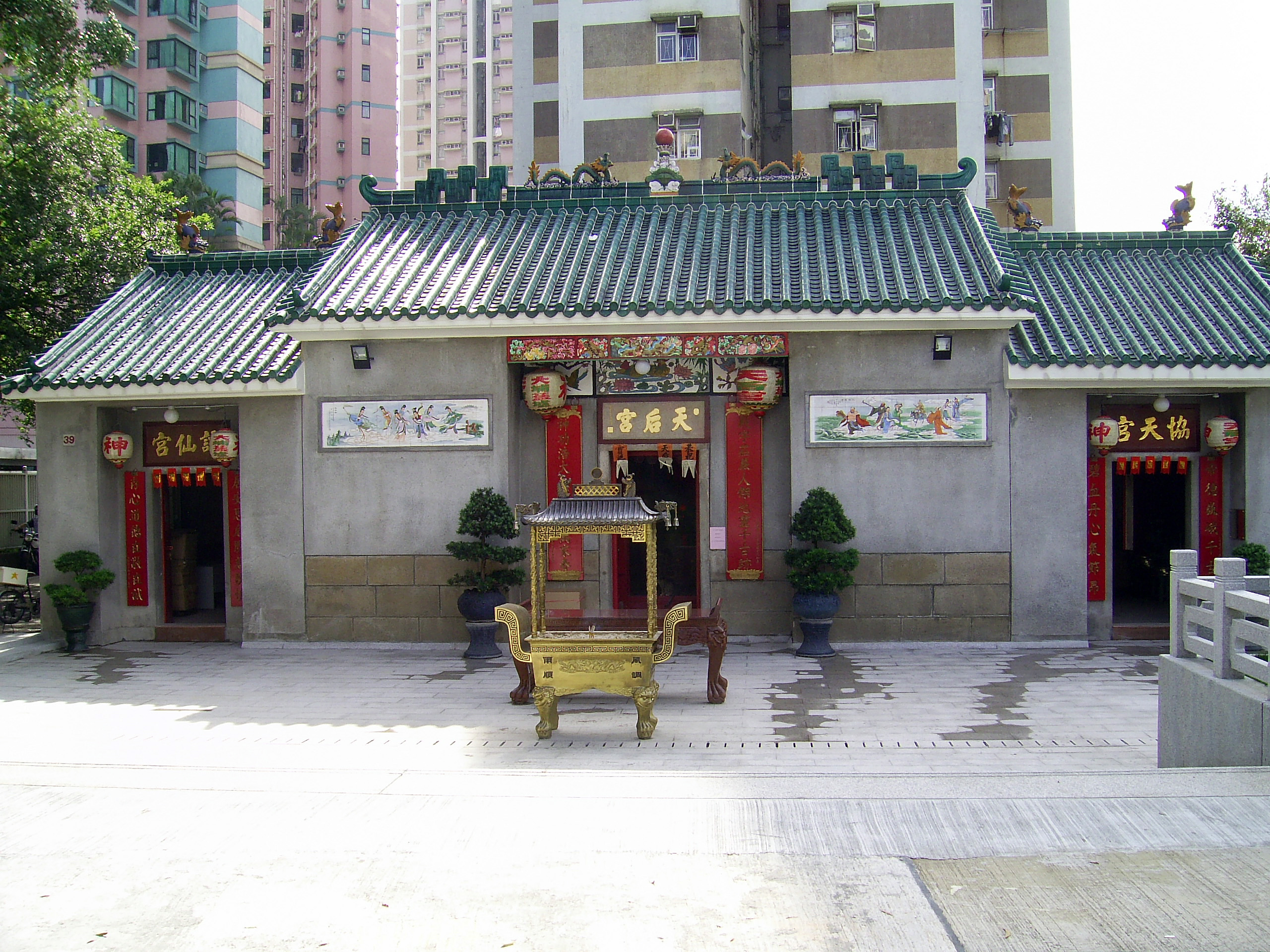
大埔旧墟天后宮

大歩墟、すなわち現在の大埔旧墟の創建は、新界五大氏族の筆頭である鄧氏に由来する。北宋時代、鄧氏の祖先は中国大陸から錦田に移り住んだ。その後、氏族の人口が増加するにつれ、大埔頭や、元朗の屏山や厦村、屯門の紫田村、粉嶺の龍躍頭、沙頭角の萊洞、大嶼山の塘福など複数の地域に分かれて移住し、勢力を拡大した。
1595年（明万暦23年）、龍躍頭鄧氏分支の大埔頭鄧氏が林村河北岸に「孝子鄧師孟祠」（通称「鄧孝子祠」、1970年代頃に解体）を建立した。1672年（清康熙11年）、鄧氏は新安県知県に対し、この「鄧孝子祠」の隣に墟市を建てる許可を申請した。名目上は祠の祭祀維持のための香火料を得るためであり、当時は営利目的の商業活動を行う際、このような名義がよく用いられた。その墟市は「大歩墟（大埔墟）」と命名され、位置は現在の大埔旧墟天后廟付近とされる（天后廟は1691年以前に大埔頭鄧氏によって建立）。当時の大歩墟は地理的に優れており、九龍城と深圳墟の間にある交通の要所であったうえ、大歩海（現在の吐露港）という漁港にも面していたため、商業に非常に適した場所であった。大埔は地域における水上交通のハブとなり、多くの場所、さらには潮州や汕頭にまで至る客船が往来していた。
そのため、近隣地域の住民も大歩墟に店舗を開きたいと望んだが、たびたび鄧氏の反対に遭った。1892年（清光緒18年）、新安県の知県は「大歩墟は鄧氏の税地であり、他の氏族は墟内に店舗を建てることはできない」と裁定し、争いは一時的に収束した。この鄧氏と泰亨文氏の間で大埔墟（旧墟）の権益を巡って争った歴史を記す石碑『大埔示諭』が現存しており、以下のように記されている：
この碑文の内容は鄧氏側の主張を指示した上述の裁定を記したもので、鄧氏による大埔墟の起源、文氏による利権の侵犯、清朝政府による鄧氏の特権の再確認が明記されている。
現在、大埔旧墟の墟市の面影はすでに消滅し、住宅地へと開発された。これらの集合住宅は主に1990年代に建設されており、大埔ニュータウンの中でも比較的後期に集中して開発された私営住宅地帯となっている。ただし、天后廟は保存されており、大埔旧墟の名残となっているほか、現存する内街「旧墟直街」も旧墟市の地名を保っており、こうした手がかりから過去の旧墟の地理的位置をうかがい知ることができる。区内の主な分譲集合住宅（中国語: 屋苑）およびマンションには、太和中心、翠怡花園、翠林閣、富善花園、美菱居、富萊花園、栄暉花園、栄明花園、麗和閣、美豊花園、栄麗苑、美新大廈、美利大廈、粤発大廈、富昌閣、安楽楼、華安楼がある。

### 大埔墟（太和市）

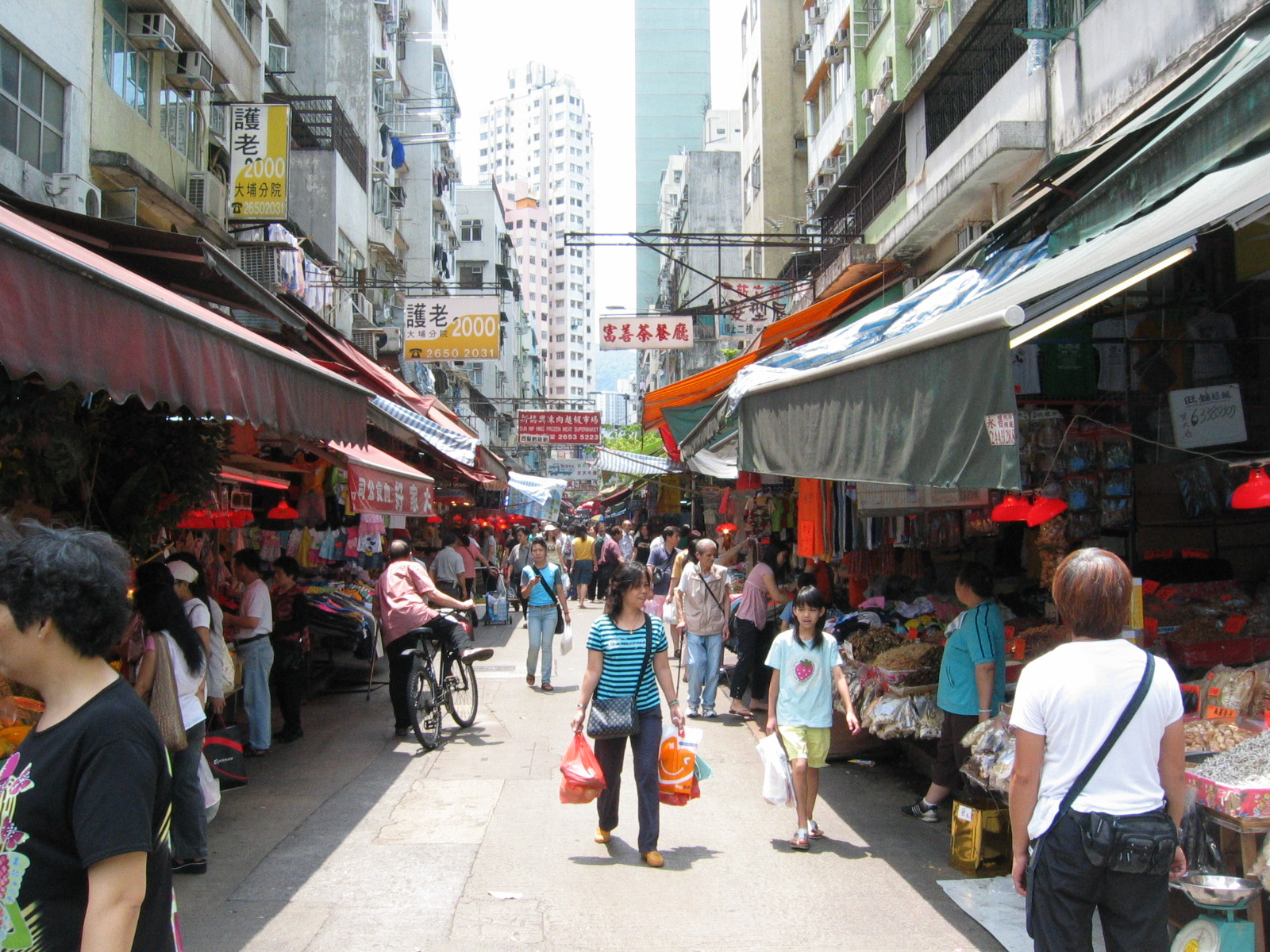
太和市のメインストリートである富善街

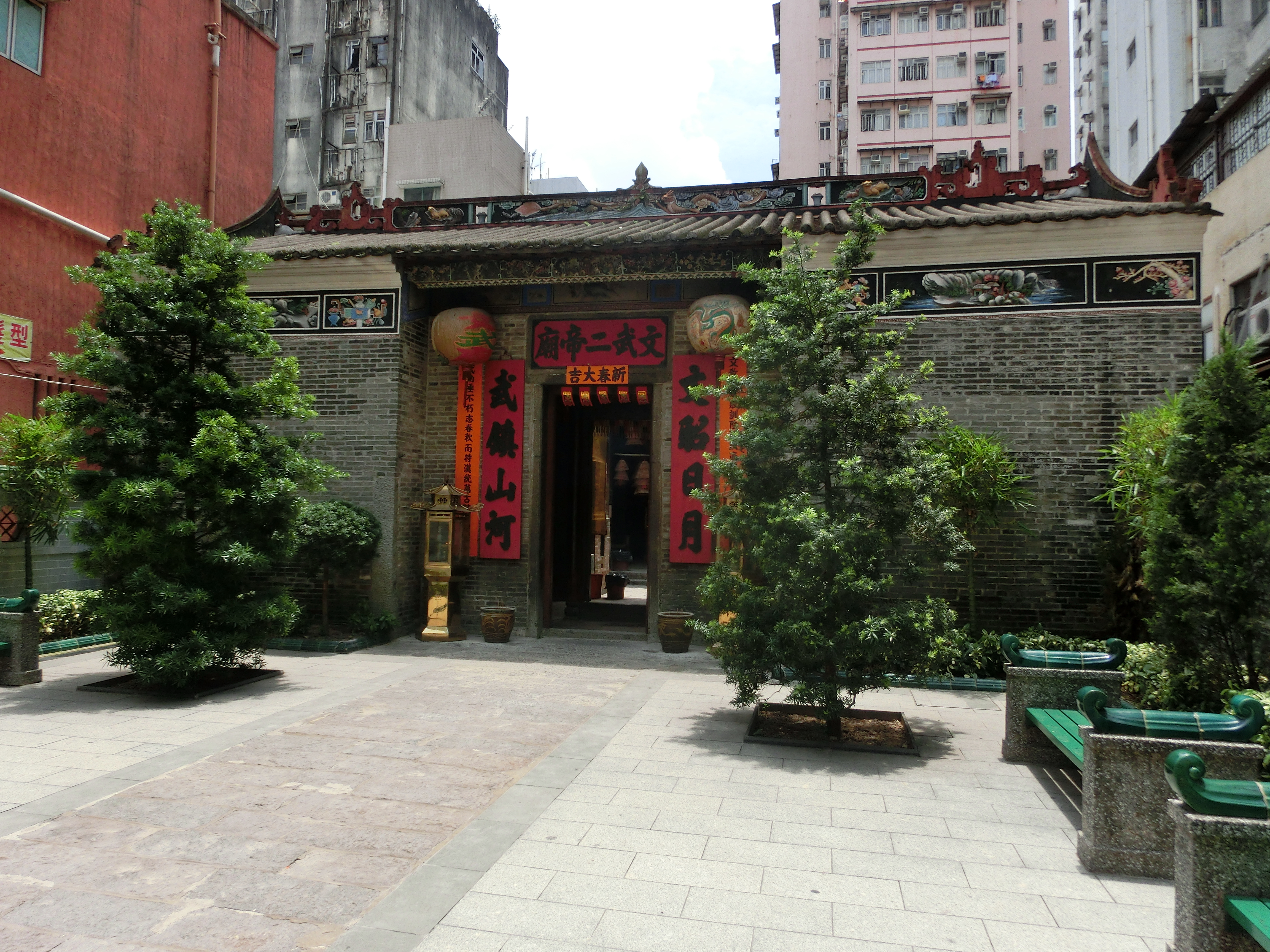
文武二帝廟

大埔の近隣地域においては、大埔以北に位置する泰亨文氏も、大步墟（大埔旧墟）に住宅を建て商店を開こうと計画したが、当然ながら鄧氏の強い妨害に遭った。文氏もまた新界五大氏族の一つであり、明初に大埔泰亨および元朗新田一帯に定住していた。大步墟に対抗するため、文氏は1892年に周辺の7つの非鄧氏系村落と連合し、「大埔七約」（泰亨約、林村約、翕和約、集和約、樟樹灘約、汀角約、粉嶺約）を結成し、林村河を挟んだ対岸に「太和市」（現在の富善街）を新たに設立した。同年、林村河を横断する「広福橋」も完成し、これが地域の境界となるとともに、大埔の陸路交通を大きく改善した。
大埔七約が広福橋を建設したことで、太和市は大埔地域における交通の主導権を掌握し、その勢力は次第に大埔墟を凌ぐようになった。1913年、太和市に「大埔墟火車站」（現在の香港鉄路博物館）が開業したことにより、太和市の発展はさらに加速された。太和市は徐々に大埔墟の地位を置き換える存在となり、やがて通俗的には太和市のことを「大埔墟」と呼ぶようになり、元々の大埔墟は「大埔旧墟」と改称されるに至った。1913年に建設されたこの鉄道駅は、70年にわたり運行された後、1983年に閉鎖された。
2014年、民建聯は香港建造商会研究基金からの助成を受け、聯和墟・大埔墟・石湖墟の活性化に関する研究を実施した。民建聯は新界東北発展計画に対応するため、各旧市街が持つ文化的特色を保全しつつ、新たな要素を注入する必要があると考えた。香港大学建築学部の協力の下、研究チームは複数の地域ワークショップを開催し、住民・商店主・学生などから意見を聴取した。その結果、大埔墟においては、広福橋のそばに歩行者と車両の双方が利用できる橋を建設し、新旧市街地の連携を強化する案が最終提案としてまとめられ、関係当局の承認を得た。

## 名勝
大埔舊墟：大埔旧墟天后宮、省躬草堂
大埔墟：香港鉄路博物館（旧大埔墟火車站）、文武二帝廟、旧北区理民府

## 区議会議席分布
比較の便宜を図るため、以下の一覧では、大埔旧墟（汀太路・大埔太和路・汀角路に囲まれた地域）および大埔墟（広福道沿道の地域）を対象範囲としている。
| 範囲／年度                                                  | 2000-2003      | 2004-2007      | 2008-2011      | 2012-2015      | 2016-2019      | 2020-2023      | 現職区議員 |
| ----------------------------------------------------------- | -------------- | -------------- | -------------- | -------------- | -------------- | -------------- | ---------- |
| 大埔墟 （広福道沿道を含む）                                 | 大埔墟選区     | 大埔墟選区     | 大埔墟選区     | 大埔墟選区     | 大埔墟選区     | 大埔墟選区     | 林名溢     |
| 大埔旧墟 （汀太路、大埔太和路、汀角路に囲まれた範囲を含む） | 旧墟及太湖選区 | 旧墟及太湖選区 | 旧墟及太湖選区 | 旧墟及太湖選区 | 旧墟及太湖選区 | 旧墟及太湖選区 | 劉勇威     |

注：上記の主な範囲には、他にも若干の細かな調整（番号の付け方を含む）が存在する。詳細については、関連する区議会選挙の選挙区境界地図および該当項目を参照されたい。